# 1988 XY1
1988 XY1 är en asteroid i huvudbältet som upptäcktes den 11 december 1988 av de båda japanska astronomerna Seiji Ueda och Hiroshi Kaneda i Kushiro.
Asteroiden har en diameter på ungefär 4 kilometer.